# Nor Kyank (Shirak)
Pour l’article homonyme, voir Nor Kyank (Ararat).
Nor Kyank ou Nor Kyanq (en arménien Նոր կյանք) est une communauté rurale du marz de Shirak en Arménie. En 2008, elle compte 1 898 habitants.